# Goran Obradović
Pour les articles homonymes, voir Obradović.
Goran Obradović est un footballeur professionnel serbe. Il est né le 1er mars 1976. Il mesure 185 cm et pèse 81 kg. Il joue au milieu de terrain.
Il est le père de 3 enfants : Sara (Rankovic), Marko et Lola. Sa femme s'appelle Jelena.

## Biographie
Arrivé à Sion en 2005, il s'engage pour 2 ans. Pour la première fois, il se débrouille sans agent. Il devient l'un des grands artisans de la promotion en Super league. C'est également lui qui marque pour le club valaisan en finale de la coupe de Suisse face aux Young Boys. 
Le 5 juin, il décide de prolonger son contrat de deux ans. Durant la saison 2006/2007, il marque 9 buts dont une bonne partie sous le commandement d'Alberto Bigon. En 2009, il participe activement à la victoire du club de Sion en Coupe de Suisse. Comme en 2006, il marque, mais également, il donne deux passes décisives. 
Il prolonge alors une nouvelle fois son contrat avec le FC Sion de 2 ans. En 2011, après une nouvelle victoire en finale de Coupe de Suisse (2-0 contre Neuchâtel Xamax), il signe pour une dernière saison au sein du club valaisan.

## Clubs successifs
- 1996-2000 : Partizan Belgrade (S/M)
- 2000-2004 : Servette FC
- 2004-2005 : FC Saint-Gall
- 2004-2005 : FC Vaduz
- 2005-2012 : FC Sion

## Palmarès
- Vainqueur de la Coupe de Suisse en 2001 avec le Servette FC,  Suisse
- Vainqueur de la Coupe de Suisse en 2006 avec le FC Sion,  Suisse
- Ascension en Axpo Super League en 2006 avec le FC Sion,  Suisse
- Vainqueur de la Coupe de Suisse en 2009 avec le FC Sion,  Suisse
- Vainqueur de la Coupe de Suisse en 2011 avec le FC Sion,  Suisse